# Onderscheidingen met briljanten

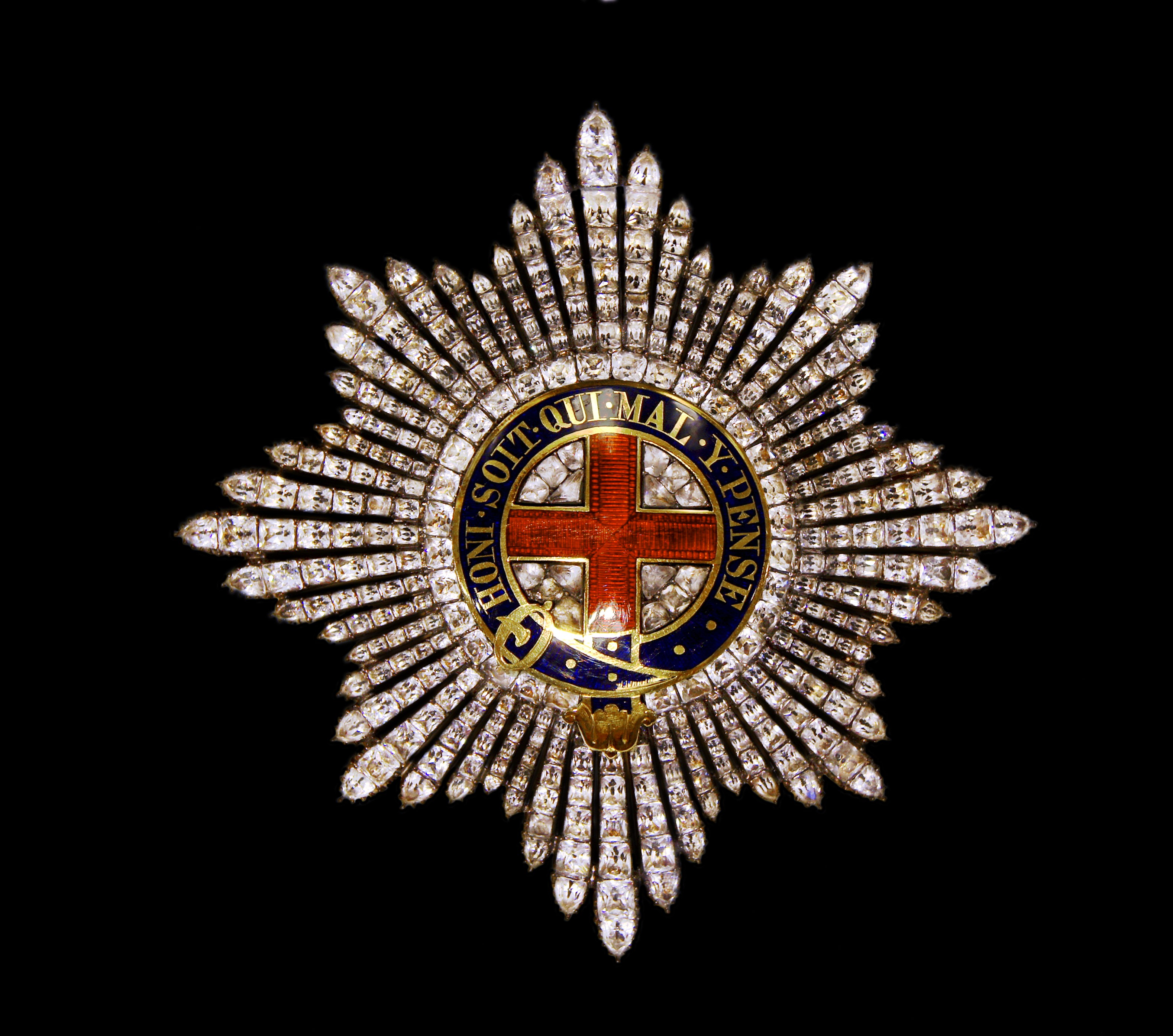
Ster van de Orde van de Kousenband

Draagtekens van officiële onderscheidingen zoals ridderorden zijn soms voorzien van diamanten.
Het is niet ongebruikelijk om ridderkruisen, sterren, onderscheidingen en grootkruisen met ingezette edelstenen, vooral diamanten, maar ook saffieren en robijnen komen voor, aan te treffen. In Nederland kwamen dergelijke met juwelen bezette ordetekenen zelden voor. Koning Willem III heeft een aantal malen, de laatste keer was aan Minister Heemskerk van Binnenlandse Zaken, een ster met briljanten gegund.
In 1905 werd in de Huisorde van Oranje een, uniek gebleven, uitzondering gemaakt voor een Duitse hofdame. In België zijn er sterren en grootkruisen van de Leopoldsorde met "briljanten" uitgereikt.
Deze kleinoden vallen in vijf categorieën uiteen:
- De op eigen initiatief versierde onderscheidingen. In een groot aantal Orden was het de ridders toegestaan om het kruis van de Orde met edelstenen in te leggen. In sommige Orden is het volgens het statuut niet toegestaan maar hebben de ridders deze bepaling genegeerd. In Nederland is opgetreden tegen Ridders in de Militaire Willems-Orde die hun kruis met briljanten hadden versierd. Een officieel optreden tegen zulk misbruik is uiteraard alleen mogelijk bij militairen in actieve dienst. Bij burgers zou het Kapittel de Ridders hoogstens schriftelijk op hun misvatting kunnen wijzen.

- Onderscheidingen die altijd met diamanten en andere edelstenen werden ingelegd. Daarvan is sprake in de Koninklijke Victoria en Albert-Orde en de Britse Koninklijke Familie-Orde (waarvan een aantal rangen ook met parels werd versierd) en in de Sovjet Orde van de Overwinning die, tenminste officieel, altijd uit platina en edelstenen (120 diamanten en 15 robijnen) werd vervaardigd.

Deze bijzondere onderscheiding is hiernaast afgebeeld. Tot zijn teleurstelling ontdekte generaal Eisenhower dat zijn ster met namaakstenen was versierd.
- Kleinoden die met diamanten en andere edelstenen werden uitgereikt om een bijzondere persoon te onderscheiden. Vorst Otto von Bismarck ontving van een groot aantal Duitse staten dergelijke sterren en kruisen. Staatshoofden ontvingen en ontvangen geregeld onderscheidingen die met diamanten zijn ingelegd maar ook de Nederlandse minister Joseph Luns werd, door het straatarme Afghanistan, op deze wijze onderscheiden.
- Kruizen die met diamanten werden ingelegd om op deze elegante wijze de ontvanger een fors geldbedrag, als pensioen of afvloeiingsregeling, toe te kennen. Vaak werden de kruisen dan op de dag na de verlening weer terug naar de juwelier gebracht, die de edelstenen weer verving door strass en de geldswaarde, minus de onkosten, aan de decorandus uitbetaalde. Deze verleningswijze komt bij Duitse Orden zoals de Orde van de Rode Adelaar geregeld voor.

De op veilingen aangeboden onderscheidingen met briljanten bevatten dan ook lang niet altijd echte edelstenen.
- In een aantal orden, de bekendste daarvan is de Orde van het IJzeren Kruis, is het versiersel "met briljanten" een bijzonder klasse in de Orde. De nazi's reikten ook andere onderscheidingen met edelstenen ingelegd uit. tijdens de Tweede Wereldoorlog was in Duitsland gebruikelijk geworden om de ridderkruisdragers die ook het eikenloof droegen de "Kampfabzeichen", dat zijn militaire onderscheidingen als het Mijnenveger-Oorlogsinsigne met briljanten te verlenen.